# Anthea Stewart
Anthea Dorine Stewart (* 20. November 1944 in Blantyre, Njassaland, heute Teil von Malawi) ist eine ehemalige südafrikanisch-simbabwische Hockeyspielerin.

## Biografie
Aufgrund des Boykotts vieler Nationen bei den Olympischen Sommerspielen 1980 in Moskau gab es keinen afrikanischen Vertreter beim Hockeyturnier der Damen. Eine Woche vor Beginn stellte Simbabwe eine Mannschaft zusammen. Anthea Stewart war Trainerin und Spieler dieser Mannschaft. Zur Überraschung aller wurde die Mannschaft Olympiasieger.
Zuvor hatte Stewart von 1963 bis 1974 25 Länderspiele für Südafrika absolviert.
Ihr Sohn ist der Wasserspringer Evan Stewart, der für Simbabwe an drei Olympischen Spielen teilnahm.